# Vancouver Ravens
Vancouver Ravens – zawodowa drużyna lacrosse, która grała w National Lacrosse League w dywizji północnej i zachodniej. Drużyna miała swoją siedzibę w Vancouver w Kanadzie. Rozgrywała ona swoje mecze General Motors Place. Drużyna została założona w 2002 roku. Drużyna została wycofana z rozgrywek po trzech sezonach. 

## Osiągnięcia
- Champion’s Cup:-
- Mistrzostwo dywizji:-

## Wyniki
W-P Wygrane-Przegrane, Dom-Mecze w domu W-P, Wyjazd-Mecze na wyjeździe W-P, GZ-Gole zdobyte, GS-Gole stracone
| Sezon | W-P   | Dom   | Wyjazd | GZ  | GS  |
| ----- | ----- | ----- | ------ | --- | --- |
| 2002  | 10-6  | 6-2   | 4-4    | 236 | 192 |
| 2003  | 9-7   | 5-3   | 4-4    | 208 | 196 |
| 2004  | 5-11  | 3-5   | 2-6    | 188 | 213 |
| Razem | 24-24 | 14-10 | 10-14  | 632 | 601 |